# Hombourg (Górny Ren)
Hombourg (niem. Homburg) – miejscowość i gmina we Francji, w regionie Grand Est, w departamencie Górny Ren.
Według danych na rok 1990 gminę zamieszkiwało 798 osób, 52 os./km².